# World History Encyclopedia
World History Encyclopedia (en español Enciclopedia de la Historia del Mundo), es una empresa educativa sin ánimo de lucro fundada en 2009 por Jan van der Crabben. La organización publica y mantiene artículos, imágenes, vídeos, podcasts y herramientas educativas interactivas relacionadas con la historia. En 2021, la organización cambió su antiguo nombre Ancient History Encyclopedia (en español Enciclopedia de Historia Antigua) por el nuevo World History Encyclopedia para reflejar la ampliación de su ámbito de estudio que, en lugar de únicamente la historia antigua, abarca la historia de todas las épocas. Los artículos originales están escritos en inglés y se traducen después a otras lenguas, principalmente al francés y al español.

## Historia de la organización
En 2009 Jan van der Crabben fundó la Ancient History Encyclopedia con el objetivo de mejorar la educación sobre la historia en todo el mundo mediante la creación de una fuente fiable y de libre acceso de contenidos sobre historia. La organización tiene sus sedes en Godalming (Reino Unido) y Montreal (Canadá), aunque no tiene oficina física y el equipo está distribuido por todo el mundo.
Cuando se fundó, la página se centraba sobre todo en la Edad Antigua, pero luego pasó a cubrir también la Edad Media y la Edad Moderna. En 2021, la organización cambió su antiguo nombre por el de World History Encyclopedia para reflejar este cambio.

## Recepción
La página web ha recibido elogios de diversas organizaciones educativas, y entidades como el School Library Journal, el Internet Scout Research Group de la Universidad de Wisconsin–Madison, MERLOT y la iniciativa Open Education Europa de la Comisión Europea la han recomendado. En 2016 ganó el .eu Web Award de educación de la organización EURid.